# Niphona lunulata
Niphona lunulata är en skalbaggsart som först beskrevs av Maurice Pic 1926.  Niphona lunulata ingår i släktet Niphona och familjen långhorningar.
Artens utbredningsområde är Laos. Inga underarter finns listade i Catalogue of Life.